# Mads Pedersen (piłkarz)
Mads Pedersen (ur. 1 września 1996 w Hørsholm) – duński piłkarz grający na pozycji obrońcy. Od 2015 roku zawodnik FC Nordsjælland.

## Życiorys
Jest wychowankiem FC Nordsjælland. W 2015 roku dołączył do jego seniorskiego zespołu. W rozgrywkach Superligaen zadebiutował 27 września 2015 w wygranym 2:0 meczu z Aarhus GF.